# Anthrenus electron
Anthrenus electron là một loài bọ cánh cứng trong họ Dermestidae. Loài này được Háva, Prokop & Kadej miêu tả khoa học năm 2006.